# George Fordyce
Pour les articles homonymes, voir Fordyce.
George Fordyce, né à Aberdeen en 1736 et mort en 1802, est un médecin écossais, fils de David Fordyce.

## Biographie
Il étudie à Edimbourg puis à Leyde avant de s'installer à Londres. Il devient médecin de l'hôpital Saint-Thomas en 1770, est élu membre de la Société royale en 1776 et entre en 1787 au Collège de médecine. 
On lui doit des expériences sur la température du corps de l'homme et des animaux. 
Dans les années 1770, il a pour élève le médecin suisse Louis Odier, qui prépare les bases de la contribution suisse aux tables de la mortalité.

## Œuvres
- Principes d'agriculture et préceptes sur al végétation, 1765
- Éléments de médecine pratique, Londres, 1768
- Traité de la digestion des aliments, 1791
- Dissertations sur la fièvre simple, 1794, 1795, 1796, 1802